# Słodków Trzeci
Słodków Trzeci (prononciation : [ˈswɔtkuf ˈtʂɛt͡ɕi]) est un village polonais de la gmina de Kraśnik dans le powiat de Kraśnik de la voïvodie de Lublin dans l'est de la Pologne.
Il se situe à environ 7 kilomètres au sud-est de Kraśnik (siège de la gmina et du powiat) et 45 kilomètres au sud-ouest de Lublin (capitale de la voïvodie).
Le village comptait approximativement une population de 700 habitants en 2006.
A Slodkow Trzeci se situe la source de la rivière Wyżnica, un afflux droit de Vistule.

## Histoire
De 1975 à 1998, le village est attaché administrativement à l'ancienne Voïvodie de Lublin.

Depuis 1999, il fait partie de la nouvelle voïvodie de Lublin.